# William Büller
Carl William Büller, auch Karl Wilhelm Büller, (* 26. September 1876 in Bernburg; † 17. Februar 1950 in Plön) war ein deutscher Schauspieler, Regisseur und Theaterintendant.

## Leben
Der Sohn des Schauspielers Carl William Büller besuchte von Ostern 1886 bis Ostern 1889 das Königliche Gymnasium in Leipzig. Ursprünglich zum Kaufmannsberuf bestimmt, war sein Drang zur Bühne doch stärker. Zunächst war er Verfasser von Theaterstücken, die auf vielen deutschen Bühnen zur Aufführung kamen. Als Darsteller und Regisseur wirkte er an den Theatern von Bromberg, Erfurt, Lüneburg, Potsdam, Görlitz und Eisenach, bevor er 1909 als Lustspiel- und Operettenkomiker sowie als Oberspielleiter des Schauspiels an das neu gegründete Stadttheater Hildesheim engagiert wurde.
Hier spielte er von Hauptrollen in klassischen Komödien wie Kleists Der zerbrochne Krug oder Molières Der eingebildete Kranke über Lustspiel, Schwank, Posse bis zur Operette alle einschlägigen Rollen des komischen Fachs. Als Regisseur machte er sich vor allem um die Aufführungen klassischer Stücke verdient. In der Spielzeit 1913/14 brachte er beispielsweise sämtliche 11 Bühnenwerke Friedrich Schillers zur Aufführung. Als Höhepunkt seiner Regiearbeit galt ihm die Inszenierung von William Shakespeares Heinrich IV. – erster und zweiter Teil an einem Abend – im Jahre 1911.
1912 erhielt Büller einen neuen Vertrag, der ihm Mitspracherecht bei allen künstlerischen und geschäftlichen Angelegenheiten des Theaters gewährte. Nach dem Ausscheiden des ersten Direktors, Oscar Lange, wurde Büller am 19. April 1914 dessen Nachfolger. Die ersten Jahre seines Direktorates waren durch den Weltkrieg überschattet. Büller reduzierte die hohe Zahl von 72 Inszenierungen pro Jahr allmählich auf 32, so dass mehr Zeit für die Proben und die Einarbeitung von Regiekonzepten zur Verfügung stand. Zugleich verminderte er die Zahl der damals üblichen Einzelgastspiele von Bühnenstars, da diese Stücke wegen der fehlenden gemeinsamen Probenarbeit in seinen Augen lediglich ein blendend gespieltes Solo mit naturgemäß schlechter Begleitmusik abgaben. Ab 1918 verfügte das Theater über ein eigenes Orchester. Büller war bemüht, die soziale Lage der Schauspieler und Angestellten zu verbessern, indem er durch die Übernahme eines Sommertheaters und eines Kurtheaters in Bad Harzburg die Spielzeit von sieben auf zehn Monate zu verlängern suchte. Von 1922 bis 1932 konnte er dem Personal sogar Zwölfmonatsverträge anbieten.
Nach Ende des Ersten Weltkrieges bedrohte die Inflationszeit die Existenz des Theaters mehrfach. Auch städtische Subventionen, die mit Aufsichtsrechten über Spielplan und Finanzen erkauft wurden, sowie der Wegfall der Billettsteuer und schließlich die Übernahme des Theaters in städtische Verwaltung am 1. Februar 1923 konnte die stets prekäre finanzielle Lage nicht dauerhaft verbessern. Eine Schließung des Theaters zum 1. Mai 1925 konnte nur durch intensive Abonnementenwerbung und die Einführung von Abonnementskonzerten abgewendet werden.
Dessen ungeachtet fanden neben einer Vielzahl von Gefälligkeitsstücken auch regelmäßig Aufführungen moderner Gegenwartsliteratur statt, darunter Stücke von Walter Hasenclever, Arthur Schnitzler, George Bernard Shaw, Carl Sternheim, August Strindberg, Frank Wedekind, Franz Werfel, Lew Tolstoi, Carl Zuckmayer und Oscar Wilde. Noch im Februar 1933 feierte Brechts Dreigroschenoper am Hildesheimer Stadttheater Premiere. Die Hildesheimer Allgemeine Zeitung kritisierte das Stück als salonbolschewistische Sumpfblase, woraufhin Büller die Inszenierung am Tag der nächsten Aufführung durch einen Artikel in selbiger Zeitung verteidigte. Dennoch kam es am 15. Februar 1933 zum Theaterskandal. Nationalsozialistisch gesinnte Gruppen randalierten im Zuschauerraum bis zum Einschreiten der Polizei.
Bereits vor der Machtergreifung der Nationalsozialisten, in deren Augen die Hildesheimer Bühne ein Hort marxistisch-liberalistischer Theaterunkultur war, musste Büller seinen Spielplan an die politischen Gegebenheiten anpassen. Dafür erntete er, wenigstens vorübergehend, für sich und seine Angestellten finanzielle Verbesserungen und äußere Erfolge. Am 21. April 1933 kam es anlässlich von Hitlers Geburtstag zu einer Festvorstellung, bei der Hanns Johsts Drama Schlageter zur Aufführung kam.
Mit Beginn der Spielzeit 1933/34 wurde das Stadttheater in Städtische Bühne Hildesheim umbenannt, Büller wurde zum ersten Intendanten ernannt. Nachdem alle Bühnenschaffenden ab März 1934 verpflichtet waren, der Reichstheaterkammer beizutreten und dafür den arischen Abstammungsnachweis vorzulegen, war Büller gezwungen, zwei seiner Schauspieler aus rassischen Gründen zu entlassen. Neben klassischen Stücken, Lustspielen und Operetten wurden ab 1933 auch Opern zur Aufführung gebracht. Ab 1935 hatte der Spielplan dem Propagandaministerium zur Genehmigung vorgelegt zu werden. Bei aller politischen und künstlerischen Anpassung an die Vorgaben der Machthaber wurden unter Büller jedoch auch immer wieder durchaus zeituntypische Stücke geboten, die einer besonderen Genehmigung bedurften oder kurze Zeit später auf dem Index standen.
Nach 32-jähriger Bühnenzugehörigkeit wurde William Büller aufgrund der Erreichung der Altersgrenze 1941 pensioniert. 1945 wurde der beliebte Theatermann aus dem Ruhestand zurückgeholt, um noch einmal das Theater bis zum Jahre 1948 interimistisch zu leiten. Der seit 1917 mit der Schauspielerin Wanda Wilden († 1945) verheiratete Künstler starb zwei Jahre später. Er hinterließ umfangreiche und detaillierte Aufzeichnungen über die Zeit seines Wirkens am Theater Hildesheim, die bislang jedoch noch nicht veröffentlicht wurden.

## Ehrungen
- 1975 bekannte die Stadt Hildesheim eine Straße im Stadtteil Bockfeld nach William Büller.